# Équipe de Guinée de football
Cet article traite de l'équipe masculine. Pour l'équipe féminine, voir Équipe de Guinée féminine de football.
Maillots
L’équipe de Guinée de football est l'équipe nationale qui représente la Guinée dans les compétitions internationales masculines de football, sous l'égide de la Fédération guinéenne de football (FGF ou FEGUIFOOT). Elle consiste en une sélection des meilleurs joueurs guinéens.
Les internationaux guinéens sont surnommés «Syli national». Le premier match officiel de la Guinée est organisé le 2 octobre 1960 contre le Nigeria et se solde par une défaite de la Guinée (4-1). La sélection guinéenne n'a jamais participé à une phase de finale d'une coupe du monde. En coupe d'Afrique, son meilleur résultat est une finale en 1976, perdue contre le Maroc.

## Histoire

### Débuts de la Guinée
La Guinée fut indépendante de la France le 2 octobre 1958, c’est pour cela qu’elle ne concourt pas dans les premières éditions de la Coupe du monde. L’équipe de Guinée est constituée par une sélection des meilleurs joueurs guinéens sous l’égide de la Fédération guinéenne de football. La Fédération guinéenne de football est fondée en 1960. Elle est membre de la CAF depuis 1961 et est affiliée à la FIFA depuis 1962. L’équipe nationale est surnommée « le Syli (ou Sily) national » (« L’Éléphant national » en soussou). Le premier match officiel de la Guinée fait débat : pour certains, le premier match fut joué le 2 octobre 1960, à Lagos (Nigeria) contre le Nigeria, qui se solda par une défaite guinéenne sur le score de 4 buts à 1. Pour d’autres comme Wikipédia en français, en allemand, le premier match fut joué le 16 décembre 1962, à domicile contre la RDA, qui se solda par une défaite sur le score de 3 buts à 2. La Guinée ne participa pas aux trois premières CAN (1957, 1959 et 1962) et en 1963, elle est disqualifiée. Il faudra attendre 1970 pour voir l’équipe de Guinée en phase finale où elle prendra deux points avec deux matchs nuls contre la RD Congo (2-2) et le Ghana (1-1) et une défaite contre l’Égypte (1-4). Elle ne participe pas à la Coupe d'Afrique des nations de football 1972. La plus large victoire de la Guinée fut enregistrée à domicile contre la Mauritanie qui se solda par un score sans appel de 14 buts à 0, le 20 mai 1972. À la CAN 1974, elle repart avec une victoire contre l’île Maurice (2-1), un match nul de l'équipe du Congo de football (1-1) et une défaite contre la RDC Congo (1-2). Il faudra attendre les éliminatoires de la Coupe du monde 1974 pour voir la Guinée, où elle sera éliminée par le Maroc au second tour.

### Meilleure performance de la Guinée à la CAN 1976
À la CAN 1976 en Éthiopie, l’équipe de Guinée termina première du groupe avec deux victoires contre l’Ouganda (2-1) et l’Éthiopie (2-1) et un match nul contre l’Égypte (1-1). Au tour final, elle termina deuxième derrière le Maroc, avec deux matchs nuls contre le Nigeria (1-1) et le Maroc (1-1) et une victoire sur l’Égypte (4-2). Cela constitue la meilleure performance de la Guinée.

### De 1976 à 2002
Pour la Coupe du monde 1978, l’équipe de Guinée fut battue au troisième tour par la Tunisie. Elle ne participa pas à la Coupe d'Afrique des nations de football 1978. À la Coupe d'Afrique des nations de football 1980, elle ne prend qu’un point contre le Maroc (1-1) et subit deux défaites contre l’Algérie et le Ghana. Pour la Coupe du monde 1982, elle fut battue par le Nigeria au troisième tour. De 1982 à 1994 (non inclus), elle ne participe pas à la CAN. Pour la Coupe du monde 1986, elle fut battue par la Tunisie au premier tour. Une des plus larges défaites de la Guinée fut enregistrée à Tunis, le 5 août 1988 contre la Tunisie sur le score de 5 buts à 0. Pour le mondial 1990, elle fut encore battue par la Tunisie au premier tour. À la CAN 1994, elle repartit avec deux défaites contre le Sénégal et le Ghana. Pour la Coupe du monde 1994, elle fut éliminée au tour final par le Cameroun et le Zimbabwe. Pour la CAN 1996, le Nigeria était qualifié, mais a déclaré forfait avant la compétition. La Guinée appelée en remplacement, a refusé arguant le manque de préparation. À la CAN 1998, elle repart dès le premier tour avec une victoire contre l’Algérie, un match nul contre le Cameroun et une défaite contre le Burkina Faso. Pour la Coupe du monde 1998, l’équipe de Guinée est éliminée au deuxième tour, devancée par le Nigeria mais devant le Kenya et le Burkina Faso. Elle ne participe pas à la CAN 2000, et est disqualifiée par la FIFA pour la CAN 2002 et la Coupe du monde 2002 car la Fédération de Guinée de football fut suspendue à cause d’interférences politiques. Leurs résultats furent annulés.

### Trois Coupes d'Afrique réjouissantes (2002-2008)

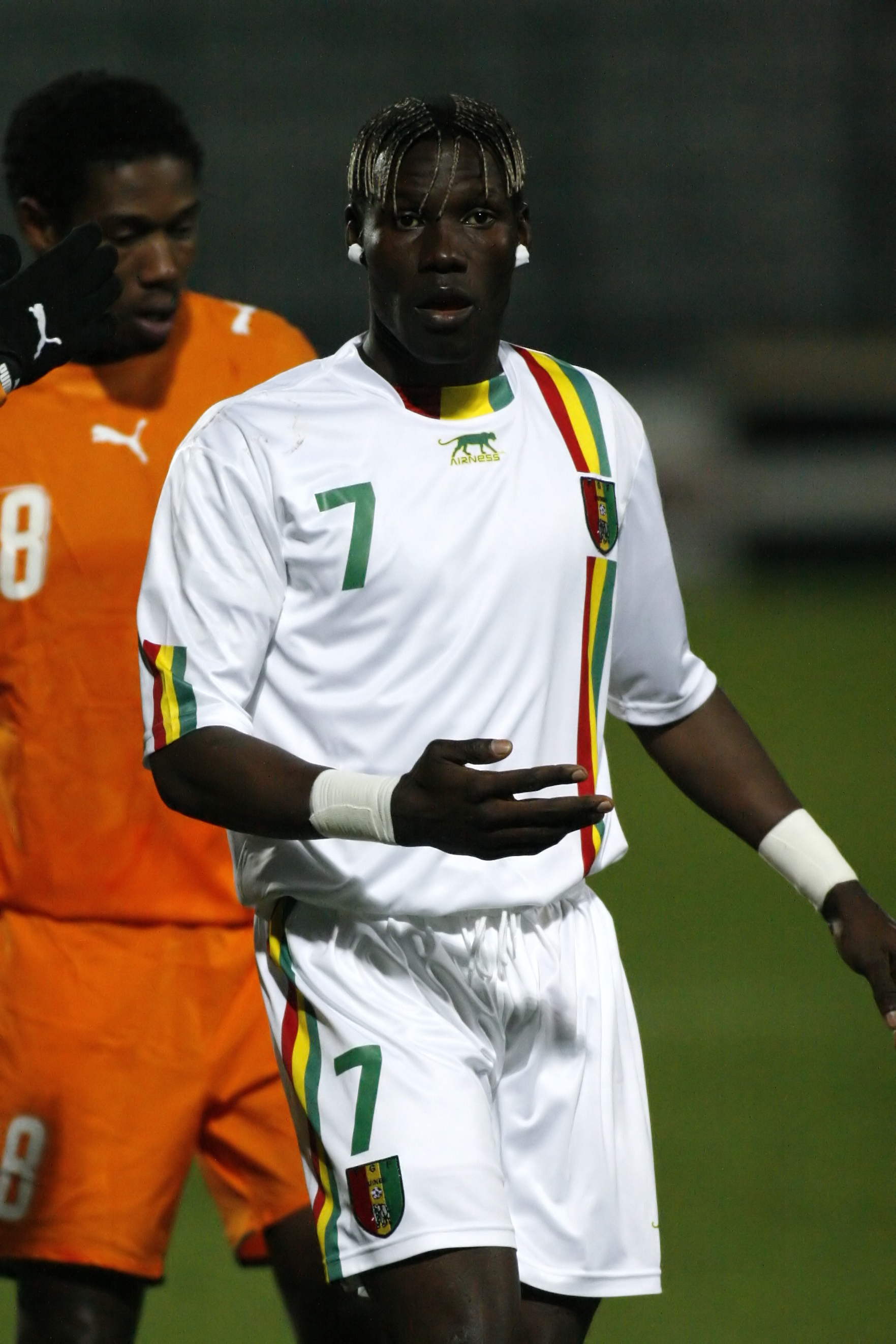
Fodé Mansaré sous le maillot de la Guinée en 2006

À la CAN 2004, après avoir fini second du groupe derrière la Tunisie mais devant le Rwanda et la RD Congo, l’équipe de Guinée fut éliminée en quarts par le Mali (1-2), malgré l’ouverture du score de Pascal Feindouno.
À la CAN 2006, l’équipe de Guinée emmenée par Patrice Neveu était le marginal de son groupe avec l’Afrique du Sud, Zambie et spécialement la Tunisie, le vainqueur de la Coupe d'Afrique précédent. Mais la Guinée étonna en battant même l'Afrique du Sud et la Tunisie. Le groupe se termine face à la Tunisie. Au quarts de finale, la Guinée se bat vaillamment face au Sénégal (2-3). Avec 9 buts inscrits dans 4 matches, la Guinée convainquit particulièrement par son jeu offensif. Pour la Coupe du monde 2006, elle est éliminée au second tour, devancée par le Maroc et la Tunisie et devant le Kenya, le Malawi et le Botswana. Depuis décembre 2006, Robert Nouzaret est le sélectionneur national de la Guinée. À la CAN 2008, l’équipe de Guinée est battue d’entrée par le pays organisateur, le Ghana (1-2), but d’Oumar Kalabane mais bat le Maroc (3-2, doublé de Pascal Feindouno et but d’Ismaël Bangoura) et fait match nul contre la Namibie (1-1, but de Souleymane Youla). Elle termine second du groupe. Sur le score de 5-0, à Sékondi (ou Sékondi-Takoradi) au Ghana contre la Côte d’Ivoire, le 3 février 2008, la Guinée connaît la plus large défaite de son histoire.

### Crise chez le Syli national (2008-2010)
Pour l’édition de la CAN 2010 et de la Coupe du monde 2010, elle est qualifiée pour le tour final en compagnie de la Côte d’Ivoire, du Burkina Faso, et du Malawi. Lors de ce tour final disputé en 2009, la Guinée termine dernière du groupe E et ne se qualifie ni pour la Coupe du monde 2010, ni pour la CAN 2010 alors qu'elle s'était hissée au niveau des quarts de finale au cours des trois éditions précédentes. À la suite de ce revers, le ministre des sports Isto Keira décide de dissoudre l'équipe nationale.

### De 2012 à 2017

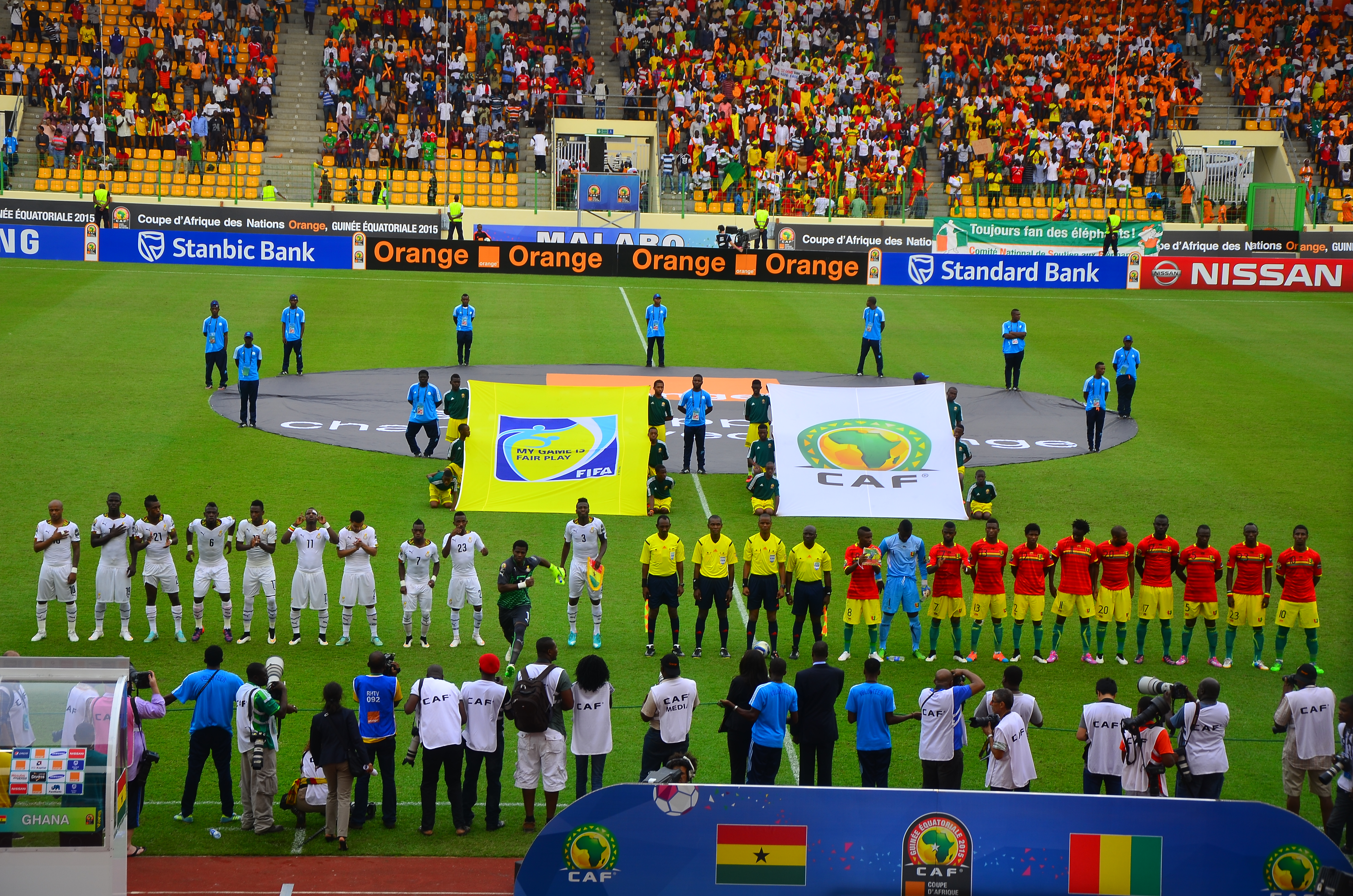
La Guinée vs au Ghana lors de la CAN 2015

En 2012, la Guinée a battu Botswana 6-1 en phase de groupes de la Coupe d'Afrique des nations de football 2012, devenant le premier à marquer six buts dans un match de Coupe d'Afrique des Nations depuis Équipe de Côte d'Ivoire de football en 1970. L'équipe a ensuite quitté le tournoi au la phase de groupes après un match nul contre le Ghana (1-1).
En 2014, la CAF a interdit à la Guinée de jouer ses matchs à domicile après avoir été déclarée indemne de épidémie de maladie à virus Ebola en Guinée par l'Organisation mondiale de la santé en décembre 2015. La Guinée a joue ses matchs de Qualifications à la Coupe d'Afrique des nations de football 2015 au Maroc.
En 2015, la Guinée est qualifiée pour la Coupe d'Afrique des nations 2015 en Guinée équatoriale. La Guinée logée dans la poule D, en compagnie de la Côte d'Ivoire, le Cameroun et le Mali. Après avoir fait 3 matchs nul sur le score de 1-1. La Côte d'Ivoire se qualifie. La Guinée et le Mali sont à égalité parfaite. Le tirage au sort porte chance à la Guinée qui se qualifie pour les quarts de finale. L'équipe de Guinée a ensuite quitté le tournoi en quarts de finale contre le Ghana (3-0).
En 2017, la Guinée est absente de la Coupe d'Afrique des nations de football 2017 avec plusieurs problèmes au niveau de la fédération guinéenne qui est dissoute par la FIFA. Elle ne réussit pas à se qualifier pour la suite à la coupe du monde 2018 avec seulement une victoire contre la Libye au match aller et cinq défaites contre Tunisie, Libye et la RDC.

### Transition et quête de renouveau (2018-2021)

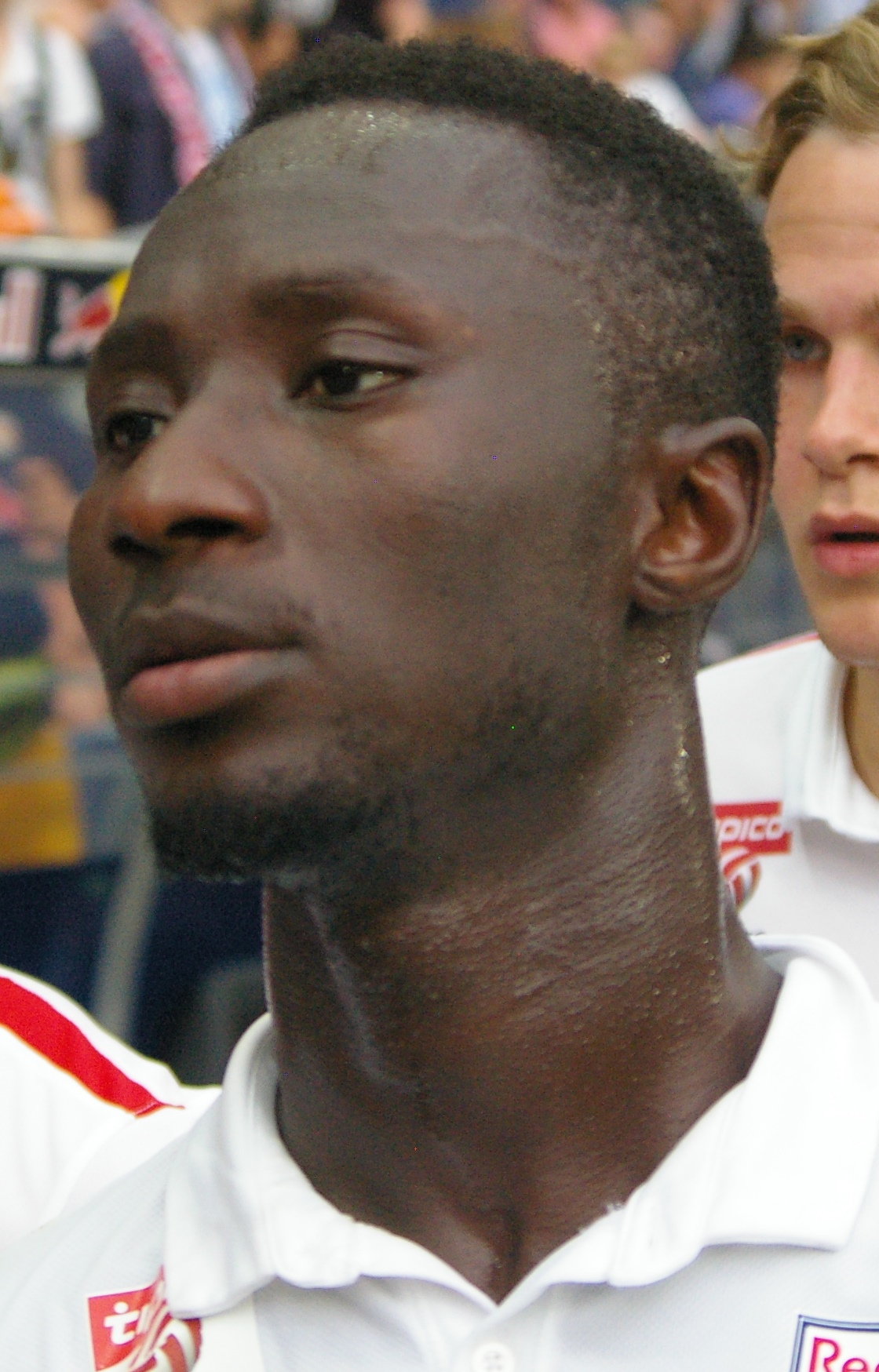
Naby Keita symbole du renouveau de l'équipe

À la suite des nouveaux échecs de la Guinée, la fédération décide de nommer un nouvel entraineur. Le 2 mars 2018, le Belge Paul Put est nommé à la tête du syli national dont son objectif est d'assurer la transition et le renouveau au sein de l'équipe.
Pour les Qualifications à la CAN 2019, la Guinée est logée dans le groupe H en compagnie de la Côte d'Ivoire, le Rwanda et la Centrafrique. La Guinée termine en tête de sa poule avec 3 victoires et 3 nuls et se qualifie pour la phase finale. Lors de celle-ci, elle finit parmi les 4 meilleurs troisièmes de groupe, en ayant été devancé au 1er tour par Madagascar et le Nigeria et doit affronter en 1/8e de finale l'Algérie, au sommet de sa forme et futur vainqueur de la compétition contre laquelle elle s'incline 0-3.

### Sous Kaba Diawara (2021-2024)
Présente dans le groupe A des éliminatoires de la CAN 2022, la Guinée parvient à se qualifier pour la phase finale au Cameroun. La CAN qui se déroule de janvier à février 2021. La Guinée remporte, difficilement, son premier match face au Malawi, grâce à un but d'Issiaga Sylla. décroche un mache nul face au Sénégal (0-0) et battue (2-1) par le Zimbabwe. Deuxième de son groupe, La Guinée sera éliminer en quart de finale par la Gambie (0-1).
En 2022, la Guinée dans le groupe D des qualifications qui se déroulent de juin 2022 à septembre 2023. Elle se qualifie à l'issue de la cinquième journée. Placé dans la même poule que le Sénégal, La Gambie et la Cameroun, la Guinée finit troisième en phase de poule, un match nul face au Cameroun (1-1), elle prend sa revanche sur la Gambie lors du second match (1-0, but de Aguibou Camara), pour sa troisième sortie, elle sera battue par le Sénégal (2-0).
Elle remporte 1-0 face à la Guinée Équatoriale et se qualifie en quart de finale avant d'être éliminer le 2 février 2024, 3-1 face à la RD Congo.

### Guinée et la Coupe Amilcar Cabral
La Coupe Amilcar Cabral est une compétition régionale concernant les pays d’Afrique Noire et de l’Ouest. En 1979 et 1980, l’équipe de Guinée termine troisième. En 1981 et en 1982, elle remporte le tournoi contre le Mali en 1981 et contre le Sénégal en 1982. De 1983 à 1986 (inclus), elle n’est pas dans les trois premiers. En 1987, en plus d’être le pays organisateur, elle remporte le trophée en battant en finale le Mali. De même en 1988, elle remporte le tournoi encore contre le Mali, mais en 1989, le Mali prend sa revanche en finale contre la Guinée. De 1991 à 1995, elle n’est pas dans les trois premiers. En 1997, elle prend la troisième place, comme en 2000. En 2001, elle n’est pas dans les trois premiers. En 2005 comme en 1987, en plus d’être le pays organisateur, l’équipe de Guinée remporte le trophée en battant le Sénégal. Mais en 2007, elle n’est pas dans les trois premiers.

## Infrastructures
Construit au début des années soixante, le stade du 28 septembre de Conakry accueille les rencontres internationales de la sélection nationale. Le nom du stade fait référence à la date du référendum sur la Constitution du 28 septembre 1958, date du référendum sur la Communauté française rejeté par la Guinée et qui mena à son indépendance.
La sélection dispose aussi le stade de Nongo de Conakry.Construit en 2011, il a une capacité de 50 000 places où le Syli national entame évoluer à partir de 2018.

## Palmarès et résultats

### Palmarès
Le tableau suivant liste le palmarès de l’équipe de Guinée dans les différentes compétitions internationales officielles.
| Compétitions internationales                                                                                              | Compétitions continentales |
| --- | --- |
| - Coupe du monde (0 participation) : - Coupe des confédérations (0 participation) : - Jeux olympiques (2 participation) : | - Coupe d'Afrique (14 participations) : - Finaliste : 1976. - Coupe Amilcar Cabral : - Vainqueur: en 1981,1982, 1987, 1988, 2005 - Finaliste en 1989 |

| Meilleurs joueurs | Meilleurs buteurs                             |
| ----------------- | --------------------------------------------- |
|                   | Meilleurs buteurs de la CAN - N'Jo Léa (1978) |

### Parcours en Coupe du monde
| Année | Position     |      | Année         | Position |                        | Année | Position |
| 1930  | Non inscrite | 1974 | Non qualifiée | 2010     | Non qualifiée          |       |          |
| 1934  | Non inscrite | 1978 | Non qualifiée | 2014     | Non qualifiée          |       |          |
| 1938  | Non inscrite | 1982 | Non qualifiée | 2018     | Non qualifiée          |       |          |
| 1950  | Non inscrite | 1986 | Non qualifiée | 2022     | Non qualifiée          |       |          |
| 1954  | Non inscrite | 1990 | Non qualifiée | 2026     | Éliminatoires en cours |       |          |
| 1958  | Non inscrite | 1994 | Non qualifiée | 2030     | À venir                |       |          |
| 1962  | Non inscrite | 1998 | Non qualifiée | 2034     | À venir                |       |          |
| 1966  | Non inscrite | 2002 | Disqualifiée  |          |                        |       |          |
| 1970  | Non inscrite | 2006 | Non qualifiée |          |                        |       |          |

### Parcours en Coupe d'Afrique
| Année | Position          |      | Année             | Position |                    | Année | Position |
| 1957  | Non inscrite      | 1982 | Tour préliminaire | 2006     | Quart de finale    |       |          |
| 1959  | Non inscrite      | 1984 | Tour préliminaire | 2008     | Quart de finale    |       |          |
| 1962  | Non inscrite      | 1986 | Tour préliminaire | 2010     | Tour préliminaire  |       |          |
| 1963  | Disqualifié       | 1988 | Tour préliminaire | 2012     | 1er tour           |       |          |
| 1965  | Tour préliminaire | 1990 | Tour préliminaire | 2013     | Tour préliminaire  |       |          |
| 1968  | Tour préliminaire | 1992 | Tour préliminaire | 2015     | Quart de finale    |       |          |
| 1970  | 1er tour          | 1994 | 1er tour          | 2017     | Tour préliminaire  |       |          |
| 1972  | Tour préliminaire | 1996 | Tour préliminaire | 2019     | Huitième de finale |       |          |
| 1974  | 1er tour          | 1998 | 1er tour          | 2021     | Huitième de finale |       |          |
| 1976  | Finaliste         | 2000 | Tour préliminaire | 2023     | Quart de finale    |       |          |
| 1978  | Tour préliminaire | 2002 | Disqualifié       | 2025     | Tour préliminaire  |       |          |
| 1980  | 1er tour          | 2004 | Quart de finale   | 2027     | À venir            |       |          |

### Autres
- Coupe Amilcar Cabral : 
  - Vainqueur en 1981, 1987, en 1988 contre le Mali et en 1982, 2005 contre le Sénégal
  - Finaliste en 1989

### Classement FIFA[12]
| #    | 1993 | 1994 | 1995 | 1996 | 1997 | 1998 | 1999 | 2000 | 2001 | 2002 | 2003 | 2004 |
| ---- | ---- | ---- | ---- | ---- | ---- | ---- | ---- | ---- | ---- | ---- | ---- | ---- |
| Rang | 63   | 66   | 63   | 73   | 65   | 79   | 91   | 80   | 108  | 120  | 101  | 86   |
| #    | 2005 | 2006 | 2007 | 2008 | 2009 | 2010 | 2011 | 2012 | 2013 | 2014 | 2015 | 2016 |
| Rang | 79   | 23   | 33   | 39   | 73   | 46   | 80   | 60   | 61   | 39   | 50   | 69   |
| #    | 2017 | 2018 | 2019 | 2020 | 2021 | 2022 | 2023 | 2024 | 2025 | 2026 | 2027 | 2028 |
| Rang | 65   | 66   | 74   | 73   | 81   | 83   | 80   | 82   |      |      |      |      |

## Personnalités

### Sélectionneurs
À partir de 1960 .
| #  | Pays | Nom                | Période        |
| -- | ---- | ------------------ | -------------- |
| 1  |      | Jochen Figge       |                |
| 2  |      | Pierre Bangoura    |                |
| 3  |      | Jozsef Zakarias    | 1961-1968      |
| 4  |      | Naby Camara        |                |
| 5  |      | Laszlo Budai       |                |
| 6  |      | Petre Moldoveanu   | 1975-1977      |
| 7  |      | Anzor Kavazachvili | 1985-1986      |
| 8  |      | Serge Devèze       | 1992-1993      |
| 9  |      | Boro Primorac      | 1994           |
| 10 |      | Naby Camara        | retour en 1994 |
| 11 |      | Alain Millimono    | 1995           |
| 12 |      | Ali Badara Keita   | 1995           |
| 13 |      | Vladimir Muntyan   | 1995–1998      |
| 14 |      | Henri Stambouli    | 1998–1999      |
| 15 |      | Abdoulaye Keita    | 2000           |

| #  | Pays | Nom              | Période                   |
| -- | ---- | ---------------- | ------------------------- |
| 16 |      | Bruno Metsu      | 2000                      |
| 17 |      | Bernard Simondi  | 2000–2001                 |
| 18 |      | Michel Dussuyer  | 2002-2004                 |
| 19 |      | Patrice Neveu    | avril 2004-octobre 2006   |
| 20 |      | Robert Nouzaret  | décembre 2006-mai 2009    |
| 21 |      | Titi Camara      | juin 2009-septembre 2009  |
| 22 |      | Mamadi Souaré    | octobre 2009-juin 2010    |
| 23 |      | Michel Dussuyer  | juin 2010-février 2015    |
| 24 |      | Luis Fernandez   | avril 2015-mai 2016       |
| 25 |      | Lappé Bangoura   | juillet 2016-janvier 2018 |
| 26 |      | Paul Put         | mars 2018-juillet 2019.   |
| 27 |      | Didier Six       | sept 2019-oct.2021.       |
| 28 |      | Kaba Diawara     | déc. 2021- août 2024      |
| 27 |      | Charles Paquille | août 2024-septembre 2024  |
| 28 |      | Michel Dussuyer  | septembre 2024-juin 2025  |
| 29 |      | Paulo Duarte     | depuis Août 2025          |

### Joueurs emblématiques

#### Records individuels

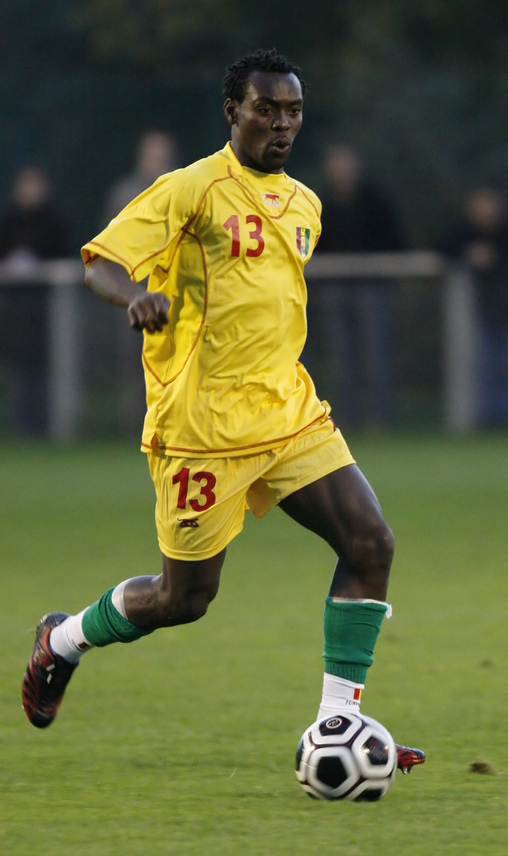
Pascal Feindouno avec le maillot de la Guinée.

Le milieu offensif Pascal Feindouno, avec 85 sélections entre 1999 et 2012, détient le record du nombre de sélections en équipe de Guinée. Ibrahima Kandia Diallo, avec 33 buts entre 1960 et 1973, est lui le meilleur buteur de l'histoire de la sélection.
Chérif Souleymane est le seul joueurs guinéen avoir gagné le Ballon d'or africain, en 1972.
| Rang | Joueur               | Carrière  | Sélections |
| ---- | -------------------- | --------- | ---------- |
| 1    | Pascal Feindouno     | 1998-2012 | 85         |
| 2    | Issiaga Sylla        | 2011-     | 80         |
| 3    | Ousmane N'Gom Camara | 1992-2005 | 73         |
| 4    | Kémoko Camara        | 1994-2013 | 71         |
| 5    | Morlaye Soumah       | 1964-1977 | 69         |
| 6    | Chérif Souleymane    | 1964-1977 | 68         |
| 7    | Dianbobo Baldé       | 2000-2012 | 67         |
| 8    | Naby Yattara         | 2007-2019 | 61         |
| 9    | Fodé Mansaré         | 2002-2010 | 60         |
| 10   | Naby Keïta           | 2012-     | 58         |

| Rang | Joueur                 | Carrière  | Buts |
| ---- | ---------------------- | --------- | ---- |
| 1    | Ibrahima Kandia Diallo | 1960-1973 | 33   |
| 2    | Pascal Feindouno       | 1998-2012 | 30   |
| 3    | Titi Camara            | 1991-2004 | 27   |
| 4    | Mamadou Aliou Kéïta    | 1970-1981 | 22   |
| 5    | Chérif Souleymane      | 1964-1977 | 20   |
| 6    | Souleymane Youla       | 1999-2009 | 19   |
| 7    | Ismaël Bangoura        | 2006-2015 | 13   |
| 8    | Fodé Camara            | 1988-2002 | 12   |
| 8    | Ibrahim Keita          | 1967-1977 | 12   |
| 8    | Mohamed Yattara        | 2012-2019 | 12   |

## Soutien et image

### Couleurs et maillots

Drapeau de la Guinée.

Les couleurs de l'équipe de Guinée se composent d'un maillot rouge,d'un short jaune et de chaussettes vert. Ces couleurs sont celles du drapeau de la Guinée. Outre les couleurs traditionnelles de la guinée, le maillot affiche aussi pour emblème un éléphant et des couleurs du drapeau de la Guinée.
Les deuxièmes couleurs de l'équipe (utilisées lors des matchs joués à l'extérieur contre des équipes possédant un maillot rouge ou jaune) ont varié selon les époques. Le plus souvent, il s'agit d'un maillot entièrement blanc.
| Tenue classique domicile | Tenue classique extérieur |
| ------------------------ | ------------------------- |
|                          |                           |

### Surnoms
L'équipe de la Guinée est connue dans le monde, sous le nom de Syli national en français : « éléphant national ». Syli qui signifie éléphant est un mot soussou.

### L'équipe de Guinée dans la culture populaire
L'engouement pour l'équipe nationale peut aussi se mesurer à travers les chansons écrites. Chaque coupe d'Afrique a participé a ainsi connu son tube. Il existe aujourd'hui plusieurs chansons pour l'équipe nationale dont le plus populaire est celle de 2004 «Balonta» de Sékouba Babino Diabaté et 2008 où les joueurs guinéens avaient chanter la chanson «Gbin gbin so» avant de participer à la CAN 2008.

## Staff technique
| N° | Nom et prenoms | Statut                   |
| -- | -------------- | ------------------------ |
| 01 | Paulo Duarte   | Entraîneur principal     |
| 02 | vacant         | Entraîneur adjoint       |
| 03 | vacant         | Entraîneur adjoint       |
| 04 | vacant         | Préparateur physique     |
| 05 | vacant         | Préparateur des gardiens |
| 06 | vacant         | Médecin de l'équipe      |
| 07 | vacant         | Kinésithérapeute         |
| 08 | vacant         | Kinésithérapeute         |
| 09 | vacant         | Ostéopathe               |
| 10 | vacant         | Intendant                |
| 11 | vacant         | Officier médias          |
| 12 | vacant         | Responsable sécurité     |
| 13 | vacant         | Analyste vidéo           |
| 14 | vacant         | Photographe/Videaste     |

## Autres équipes
- Équipe de Guinée de football A'
- Équipe de Guinée de football des moins de 23 ans
- Équipe de Guinée de football des moins de 20 ans
- Équipe de Guinée de football des moins de 17 ans
- Équipe de Guinée féminine de football